# Championnats d'Europe pour catégories olympiques de taekwondo 2017
Navigation
Édition précédente Édition suivante
Les championnats d'Europe pour catégories olympiques de taekwondo 2017 ont lieu du 7 au 9 décembre 2017 à Sofia, en Bulgarie. Il s'agit de la deuxième édition des championnats d'Europe pour catégories olympiques de taekwondo.

## Podiums

### Hommes
Le palmarès masculin est le suivant :
| Catégorie              | Or                      | Argent                   | Bronze                   |
| ---------------------- | ----------------------- | ------------------------ | ------------------------ |
| Poids mouches (–58 kg) | Mikhail Artamonov (RUS) | Jack Woolley (IRL)       | Vladimir Gritsenko (RUS) |
| Poids mouches (–58 kg) | Mikhail Artamonov (RUS) | Jack Woolley (IRL)       | Serghei Uscov (MDA)      |
| Poids plume (–68 kg)   | Arman Irgaliev (RUS)    | Vladimir Dalakliev (BUL) | Ali Radwan (BLR)         |
| Poids plume (–68 kg)   | Arman Irgaliev (RUS)    | Vladimir Dalakliev (BUL) | Viacheslav Minin (RUS)   |
| Poids welters (–80 kg) | Albert Gaun (RUS)       | Julio Ferreira (POR)     | Karol Holubowicz (POL)   |
| Poids welters (–80 kg) | Albert Gaun (RUS)       | Julio Ferreira (POR)     | Aurimas Klemas (LTU)     |
| Poids lourds (+87 kg)  | Dejan Georgievski (MKD) | Yury Kirichenko (RUS)    | Mykhailo Shelest (UKR)   |
| Poids lourds (+87 kg)  | Dejan Georgievski (MKD) | Yury Kirichenko (RUS)    | Oleg Kuznetcov (RUS)     |

### Femmes
Le palmarès féminin est le suivant :
| Catégorie              | Or                       | Argent              | Bronze                     |
| ---------------------- | ------------------------ | ------------------- | -------------------------- |
| Poids mouches (–49 kg) | Svetlana Igumenova (RUS) | Ela Aydin (GER)     | Victoriya Bachkirova (RUS) |
| Poids mouches (–49 kg) | Svetlana Igumenova (RUS) | Ela Aydin (GER)     | Iryna Romoldanova (UKR)    |
| Poids plumes (–57 kg)  | Tatiana Kudashova (RUS)  | Inese Tarvida (LAT) | Ekaterina Kim (RUS)        |
| Poids plumes (–57 kg)  | Tatiana Kudashova (RUS)  | Inese Tarvida (LAT) | Jolanta Tarvida (LAT)      |
| Poids welters (–67 kg) | Polina Khan (RUS)        | Anika Godel (POL)   | Bodine Schoenmakers (NED)  |
| Poids welters (–67 kg) | Polina Khan (RUS)        | Anika Godel (POL)   | Nadja Savkovic (SRB)       |
| Poids lourds (+67 kg)  | Olga Ivanova (RUS)       | Milica Mandić (SRB) | Aleksandra Kowalczuk (POL) |
| Poids lourds (+67 kg)  | Olga Ivanova (RUS)       | Milica Mandić (SRB) | Karina Zhdanova (RUS)      |

## Tableau des médailles
| Rang  | Nation      | Or | Argent | Bronze | Total |
| ----- | ----------- | -- | ------ | ------ | ----- |
| 1     | Russie      | 7  | 1      | 6      | 14    |
| 2     | Macédoine   | 1  | 0      | 0      | 1     |
| 3     | Pologne     | 0  | 1      | 2      | 3     |
| 4     | Lettonie    | 0  | 1      | 1      | 2     |
| 4     | Serbie      | 0  | 1      | 1      | 2     |
| 6     | Allemagne   | 0  | 1      | 0      | 1     |
| 6     | Bulgarie    | 0  | 1      | 0      | 1     |
| 6     | Irlande     | 0  | 1      | 0      | 1     |
| 6     | Portugal    | 0  | 1      | 0      | 1     |
| 10    | Ukraine     | 0  | 0      | 2      | 2     |
| 11    | Biélorussie | 0  | 0      | 1      | 1     |
| 11    | Lituanie    | 0  | 0      | 1      | 1     |
| 11    | Moldavie    | 0  | 0      | 1      | 1     |
| 11    | Pays-Bas    | 0  | 0      | 1      | 1     |
| Total | Total       | 8  | 8      | 16     | 32    |